# Mormopterus norfolkensis
Mormopterus norfolkensis (Gray, 1840) è un pipistrello della famiglia dei Molossidi endemico dell'Australia.

## Descrizione

### Dimensioni
Pipistrello di piccole dimensioni, con la lunghezza della testa e del corpo tra 50 e 55 mm, la lunghezza dell'avambraccio tra 36 e 40 mm, la lunghezza della coda tra 35 e 45 mm, la lunghezza delle orecchie di 15 mm e un peso fino a 10 g.

### Aspetto
La pelliccia è corta e si estende attraverso una banda su gran parte dell'avambraccio. Le parti dorsali sono bruno-rossastre con la base dei peli ovunque più chiara, mentre le parti ventrali sono più chiare. Il muso è piatto, largo, con il labbro superiore ricoperto di pliche cutanee superficiali e le narici che si aprono lateralmente. Nei maschi e in maniera rudimentale nelle femmine, sono presenti delle sacche golari con un'apertura circolare rivolta posteriormente. Le orecchie sono relativamente corte, ben separate tra loro e con la punta arrotondata. Il trago è triangolare, con l'estremità arrotondata e visibile dietro l'antitrago, il quale è basso e poco visibile. Le ali sono attaccate posteriormente sulle caviglie. La coda è lunga, tozza e si estende per più della metà oltre l'uropatagio.

## Biologia

### Comportamento
Si rifugia in piccoli gruppi nelle cavità degli alberi e in edifici.

### Alimentazione
Si nutre di insetti.

## Distribuzione e habitat
Questa specie è diffusa lungo le coste occidentali del Queensland sud-orientale e del Nuovo Galles del Sud.
Vive nelle foreste secche di eucalipto, foreste umide di sclerofille e in zone rocciose lungo le sponde di fiumi all'interno di foreste pluviali.

## Conservazione
La IUCN Red List, considerato che la popolazione è inferiore a 10.000 individui adulti e in declino di circa il 10% nelle prossime tre generazioni a causa della perdita del proprio habitat, classifica M.norfolkensis come specie vulnerabile (VU).